# La Neirigue
La Neirigue (La Nêrivouè  en patois fribourgeois) est une localité et une ancienne commune suisse du canton de Fribourg, située dans le district de la Glâne.

## Histoire
La Neirigue est située dans le fond du vallon éponyme, affluent de la Glâne. En 930, l'abbaye de Saint-Maurice d'Agaune céda à Turimbert des terres sises à La Neirigue. Dès le XIIe siècle, le village fit partie de la seigneurie de Grangettes, qui fut rattachée au bailliage de Romont de 1536 à 1798, puis au district homonyme de 1798 à 1848.
La Neirigue se sépara de la paroisse de Vuisternens-devant-Romont pour intégrer celle de Berlens en 1956. Le village fut dévasté par la peste en 1611. Une ancienne gravière a été transformée en étang en 1983. Les habitants de La Neirigue travaillent principalement dans le domaine de la menuiserie, des cultures fourragères et de l’élevage (cinq exploitations agricoles en 2000).
La localité fait partie de la commune de Vuisternens-devant-Romont depuis 2004.

## Démographie
La Neirigue comptait 79 habitants en 1811, 100 en 1850, 88 en 1900, 87 en 1950 et 50 en 2000.

## Patrimoine bâti
La chapelle du village est dédiée à Saint-Garin. Elle a été fondée en 1651 par les frères François et Pierre Oberson et rebâtie en 1735. Elle constitue un lieu de pèlerinage pour la région de la Glâne.